# District d'Arbon
Le district d'Arbon est un des cinq districts du canton de Thurgovie. Il compte 81 798 habitants pour une superficie de 88,98 km2. Le chef-lieu est Arbon.

## Histoire
Le 1er janvier 2011 la commune d'Amriswil, précédemment rattachée au district de Bischofszell, supprimé à cette date, rejoint le district d'Arbon.

## Communes
Le district compte 12 communes depuis le 1er janvier 2011:
| Nom        | N° OFS | Population (décembre 2022) |
| ---------- | ------ | -------------------------- |
| Amriswil   | 4461   | +014 313,                  |
| Arbon      | 4401   | +015 459,                  |
| Dozwil     | 4406   | +000715,                   |
| Egnach     | 4411   | +004 897,                  |
| Hefenhofen | 4416   | +001 309,                  |
| Horn       | 4421   | +002 907,                  |
| Kesswil    | 4426   | +001 007,                  |
| Roggwil    | 4431   | +003 358,                  |
| Romanshorn | 4436   | +011 556,                  |
| Salmsach   | 4441   | +001 576,                  |
| Sommeri    | 4446   | +000654,                   |
| Uttwil     | 4451   | +001 918,                  |
| Total      | Total  | +081 798,                  |